# Mabel Albertson
Mabel Ida Albertson fue una actriz estadounidense de televisión, teatro y radio. Alcanzó la fama al interpretar a Phyllis Stephens en la serie de televisión Bewitched. También apareció en la serie de televisión El túnel del tiempo (en el episodio "Ciudad del terror").

## Primeros años
Mabel fue hija de Flora Craft y Leopoldo Albertson, inmigrantes judíos nacidos en Rusia. Su hermano menor fue el también actor Jack Albertson, quien interpretó al abuelo Joe en Willy Wonka y la fábrica de chocolate. Su madre, actriz de repertorio, mantenía a la familia trabajando en una fábrica de zapatos.
Albertson se graduó en la Escuela de Oratoria y Expresión de Nueva Inglaterra.
Comenzó su carrera en el mundo del espectáculo a los 13 años, cuando le pagaban 5 dólares por actuación por tocar el piano detrás de palmeras para un lector. Posteriormente se mudó a California y colaboró con el Pasadena Playhouse.
Posteriormente trabajo en obras de teatro, vodevil y clubes nocturnos, apareciendo con Jimmy Durante.

## Carrera
Su papel más conocido fue cuando interpretó a Phyllis Stephens, la neurótica e intrusiva madre de Darrin, en la comedia televisiva Hechizada. Entre 1972 y 1973, interpretó a Mabel, la suegra de Paul Lynde en The Paul Lynde Show. Apareció en al menos un episodio de la serie dramática judicial Perry Mason, como Carrie Wilson en el episodio de la sexta temporada de 1962 titulado El caso del héroe odioso. Albertson también fue estrella invitada como la madre del pretendiente de Marilyn Munster en el primer episodio emitido de The Munsters, llamada "Munster Masquerade". También interpretó a Jessie Gaynor, la madre de Barbara y Margaret Whiting en Those Whiting Girls. También interpretó a la decana de una universidad femenina en un episodio de The Tab Hunter Show, la madre de Susannah en Accidental Family, En el episodio de 1957 de La Ley del Rebelión, "Vacas y Cribs", interpretó a Ma Smalley, la amable dueña de una pensión. En 1966, interpretó a Madam Adella en el episodio "A Dollar's Worth of Trouble" de Bonanza. En la primera temporada (1952/53) de Adventures of Superman, interpretó a Kate White, la hermana de Perry White, en el episodio "Drums of Death", emitido originalmente el 16 de enero de 1953. Un memorable papel de Albertson fue de la esposa de un banquero, quien sentía repulsión por los bucólicos personajes principales en Ma and Pa Kettle at Waikiki (1955). On a Clear Day You Can See Forever y como la Sra. Van Hoskins, una mujer adinerada cuyas joyas son robadas, en la película de comedia alocada What's Up, Doc? (1972).

## Radio
Participó en Dress Rehearsal, Joe Rines' Dress Rehearsal y en el Phil Baker Show. También fue escritora de programas de radio. Entre sus trabajos en Broadway se incluyen The Egg (1962) y Xmas in Las Vegas (1965).

## Muerte
Según su ex nuera Cloris Leachman, Mabel Albertson murió el 28 de septiembre de 1982, después de sufrir siete años la enfermedad de Alzheimer en el Hospital St. John en Santa Mónica, California a los 81 años. Su cuerpo fue cremado y sus cenizas fueron esparcidas en el Océano Pacífico.

## Filmografía
| Year | Title                              | Role                     | Notes                                               |
| ---- | ---------------------------------- | ------------------------ | --------------------------------------------------- |
| 1928 | Gang War                           | Reportero en el Prólogo  |                                                     |
| 1939 | Mutiny on the Blackhawk            | La viuda                 |                                                     |
| 1952 | About Face                         | Señora Carter            | No acreditada                                       |
| 1952 | My Pal Gus                         | Señora Frisbee           | No acreditada                                       |
| 1953 | Adventures of Superman             | Kate White               | Temporada 1 - Episodio 18 - "Tambores de la muerte" |
| 1953 | She's Back on Broadway             | Velma Trumbull           |                                                     |
| 1953 | So This Is Love                    | Jardín de María          |                                                     |
| 1954 | About Mrs. Leslie                  | Señora Sims              |                                                     |
| 1954 | Black Widow                        | Sylvia                   | No acreditada                                       |
| 1955 | Ma and Pa Kettle at Waikiki        | Teresa Andrews           |                                                     |
| 1955 | The Cobweb                         | Regina Mitchell-Smyth    |                                                     |
| 1956 | Ransom!                            | Señora Partridge         |                                                     |
| 1956 | Forever, Darling                   | Reportera de la sociedad |                                                     |
| 1957 | Four Girls in Town                 | Señora Conway            |                                                     |
| 1957 | Man Afraid                         | Maggie                   |                                                     |
| 1958 | The Female Animal                  | Irma Jones               |                                                     |
| 1958 | The Long, Hot Summer               | Isabel Estuardo          |                                                     |
| 1958 | Home Before Dark                   | Inez Winthrop            |                                                     |
| 1959 | The Hangman                        | Amy Hopkins              |                                                     |
| 1959 | Don't Give Up the Ship             | Mrs. Trabert             |                                                     |
| 1959 | The Gazebo                         | Señorita Chandler        |                                                     |
| 1959 | Have Gun Will Travel               | Señora Chalon            |                                                     |
| 1960 | All the Fine Young Cannibals       | Señora McDowall          |                                                     |
| 1961 | All in a Night's Work              | Señora Kingsley Sr.      |                                                     |
| 1962 | Period of Adjustment               | Señora Alice McGill      |                                                     |
| 1966 | A Fine Madness                     | Chairwoman               |                                                     |
| 1967 | Daniel Boone                       | Mrs. Abigail Adam’s      | Episodio: "Sube al escenario rumbo al sur"          |
| 1967 | Barefoot in the Park               | Harriet                  |                                                     |
| 1970 | On a Clear Day You Can See Forever | Señora Hatch             |                                                     |
| 1972 | What's Up, Doc?                    | Señora Van Hoskins       |                                                     |